# The Mask (jeu vidéo)
The Mask est un jeu vidéo de plates-formes en défilement horizontal développé et édité en 1995 par Black Pearl Software sur système Super Nintendo, et basé sur le premier film de The Mask. Le film, en revanche, est basé sur la série des comics Dark Horse du même nom.

## Système de jeu
Le joueur incarne le personnage de Stanley Ipkiss et doit parcourir plusieurs lieux incluant son appartement, en dehors et dans la banque, dans le parc, à l'intérieur de la prison locale (remplie de prisonniers), puis dans une boîte de nuit pour combattre son pire ennemi, Dorian (portant également un masque). Tous les boss du jeu sont des personnages apparaissant dans le film The Mask comme Mrs. Peenman, Irv et Burt Ripley. Lorsque le joueur perd de l'énergie, il enlève le masque vert pour redevenir Stanley Ipkiss, portant un pyjama pour montrer qu'il sort de chez lui avec le masque comme dans le film. La plupart des mouvements du personnage The Mask ont déjà été exposés dans le film comme le coup de la tornade (quand il tourne sur lui-même) ou les armes qu'il montre lors de sa dernière confrontation dans le film. La fin du jeu montre une représentation en 16-bits de Cameron Diaz dansant en compagnie de son orchestre. L'attaque de Dorian en "tirant" par la bouche a aussi été reprise du film.